# Suspiria (Thom Yorke)
Pour les articles homonymes, voir Suspiria (homonymie).
Suspiria (Music for the Luca Guadagnino Film) est un album musical composé par Thom Yorke. 
Il s'agit d'une bande originale pour le film d'horreur Suspiria, le remake du film de 1977 du même nom, par le réalisateur italien Luca Guadagnino, sorti le 26 octobre 2018 sur XL Recordings,,,,,,.
Il a été produit par Yorke et Sam Petts-Davies. Suspiria est la première bande originale de film composée par Thom Yorke. Elle comprend des pistes instrumentales, des interludes et des chansons. Un morceau, Suspirium, a été sélectionné pour l'Oscar 2019 de la meilleure chanson originale.

## Contexte
Suspiria est la première bande originale de Yorke. Il avait auparavant écrit de la musique pour des courts métrages produits par la marque de mode Rag & Bone, et une production de la pièce Old Times de la compagnie Roundabout Theatre en 2015. Il a été approché pour composer celle du film Fight Club de 1999, mais a refusé car il se remettait du stress de la promotion de l'album de Radiohead, OK Computer. Yorke a initialement refusé l'offre Suspiria, mais il l'a finalement accepté après des mois de demandes du réalisateur, Luca Guadagnino.

## Écriture
Yorke a décidé qu'il serait inutile de reproduire ou de faire référence à la bande originale initiale du film Suspiria par le groupe Goblin. Au lieu de cela, il cite l'inspiration de la bande originale de Blade Runner de 1982, d'artistes de musique concrète tels que Pierre Henry, d'artistes électroniques modernes tels que James Holden, et de la musique tirée du cadre du film à Berlin en 1977, notamment des ambiances krautrock des groupes Faust et Can.
La bande son a pris environ un an et demi de création. Elle accueille le London Contemporary Orchestra and Choir, qui figurait auparavant dans l'album 2016 de Radiohead, A Moon Shaped Pool. Le fils de Yorke, Noah, joue de la batterie dans "Has Ended" et "Volk". Une grande partie de la partition était terminée avant le tournage, ce qui a permis à Guadagnino de la jouer sur le plateau pendant le tournage.
Yorke a écrit des croquis au piano en lisant le script et en visualisant des rushes. Il a comparé son approche au compositeur de films Ennio Morricone, chez qui Yorke a ressenti des mélodies structurées de la même manière que des chansons pop. Il a dit : « Il y a une façon de répéter dans la musique qui peut hypnotiser. Je n'arrêtais pas de penser que c'était une façon de faire des sorts. Alors, quand je travaillais dans mon studio, je faisais des sorts. Je sais que ça a l'air vraiment stupide, mais c'est comment j’y pensais. » Il a déclaré qu’il aimait travailler pour une commande, ce qui le motivait à explorer des idées musicales qu’il n’aurait pas découvertes autrement.
Yorke n'a pas écrit les paroles qui ont suivi le récit du film, mais était conscient des scènes dans lesquelles les chansons seraient utilisées. Il a décrit les paroles comme politiques, influencées par les discours entourant le président Donald Trump et le Brexit, ce qui s'est rattaché à des scènes de soldats en marche dans le film.

## Composition
Suspiria comprend des pistes instrumentales, des interludes et des chansons, incorporant des instruments tels que piano, guitare, flûte, batterie et synthétiseurs modulaires. Suspirium est une valse piano à la flûte et à la production clairsemée. Has Ended est un groove lent avec des claviers assourdissants, une ligne de basse rappelant le dub et un piano étiré dans le temps. Volk a un instrumentation « remplie de tension » avec un bruit blanc buzzy et des rythmes cacophoniques.

## Promotion et sortie
La bande sonore de Suspiria a été publiée le 26 octobre 2018 par XL Records. Il était précédé de cinq singles promotionnels : Suspirium, Has Ended, Open Again, Volk et Unmade. XL a organisé des événements d'écoute gratuite dans des villes du monde entier en septembre; les fans peuvent participer à une loterie par courrier électronique. En octobre, Yorke a interprété trois chansons de la bande originale sur la radio britannique BBC 6 Music.
Un EP en vinyle limité, avec des pistes supplémentaires, Suspiria Limited Edition, Unreleased Material, est sorti le 22 février 2019.

## Critiques
The Guardian a déclaré que la bande sonore de Suspiria « [appartenait] à l'arrière-plan pour intensifier les signaux émotionnels, et en tant que telle n'est pas aussi satisfaisante que l'expérience d'écoute à domicile ». La revue a loué les sons bruts du synthétiseur, mais les a trouvés « mélodiquement basiques », et a découvert que certains morceaux s'approchent d'un cliché d'horreur. Rolling Stone a fait l'éloge des morceaux vocaux, les décrivant comme des « Yorke vintage, et ils vous font souhaiter qu'il en écrive plus pour Suspiria ». La revue a conclu en ces termes : « C'est un écart latéral intrigant pour Yorke, qui trouve toujours de nouvelles façons de déstabiliser et de réjouir les auditeurs après toutes ces années, devenant l'un des plus grands fantômes de rock de fin de soirée ».

## Liste des morceaux
Tous les morceaux ont été écrits par Thom Yorke.
| Disque un      | Disque un                      | Disque un |
| No             | Titre                          | Durée     |
| -------------- | ------------------------------ | --------- |
| 1.             | A Storm That Took Everything   | 1:47      |
| 2.             | The Hooks                      | 3:18      |
| 3.             | Suspirium                      | 3:21      |
| 4.             | Belongings Thrown in a River   | 1:27      |
| 5.             | Has Ended                      | 4:56      |
| 6.             | Klemperer Walks                | 1:38      |
| 7.             | Open Again                     | 2:49      |
| 8.             | Sabbath Incantation            | 3:06      |
| 9.             | The Inevitable Pull            | 1:36      |
| 10.            | Olga's Destruction (Volk Tape) | 2:58      |
| 11.            | The Conjuring of Anke          | 2:16      |
| 12.            | A Light Green                  | 1:48      |
| 13.            | Unmade                         | 4:27      |
| 14.            | The Jumps                      | 2:38      |
| Durée totale : | Durée totale :                 | 38:05     |

| Disque deux   | Disque deux                  | Disque deux |
| No            | Titre                        | Durée       |
| ------------- | ---------------------------- | ----------- |
| 1.            | Volk                         | 6:24        |
| 2.            | The Universe Is Indifferent  | 4:48        |
| 3.            | The Balance of Things        | 1:08        |
| 4.            | A Soft Hand Across Your Face | 0:44        |
| 5.            | Suspirium Finale             | 7:03        |
| 6.            | A Choir of One               | 14:01       |
| 7.            | Synthesizer Speaks           | 0:58        |
| 8.            | The Room of Compartments     | 1:14        |
| 9.            | An Audition                  | 0:34        |
| 10.           | Voiceless Terror             | 2:30        |
| 11.           | The Epilogue                 | 2:46        |
| Durée totale: | Durée totale:                | 42:10       |

## Musiciens
- Thom Yorke - paroles, musique, arrangements, production, enregistrement
- Sam Petts-Davies - production, enregistrement, mixage, édition musicale
- Hugh Brunt - orchestration, direction
- Noah Yorke - batterie
- Tom Bailey - ingénieur (AIR Lyndhurst)
- Laurence Anslow - assistance (AIR Lyndhurst)
- Alex Ferguson - assistance (AIR Lyndhurst)
- Walter Fasano - montage musical
- London Contemporary Orchestra and Choir - interprétation musicale
- Giulia Piersanti - mains et yeux utilisés sur la couverture
- Stanley Donwood - conception
- Docteur Tchock - design
- Agnes F - design